# Смеђи патуљак
Смеђи патуљак (понекад браон патуљак или мрки патуљак) је субстеларни објекат чија је маса, за разлику од звезда главног низа, мања од неопходне за отпочињање фузије водоника (1) у хелијум. Смеђи патуљци имају масу између великих планета гасних џинова, и звезда најмање масе; горња граница је између 75 и 80 маса Јупитера ({\displaystyle M_{J}}). Тренутно траје дебата о томе који критеријум да се користи за разликовање смеђих патуљака од великих планета код смеђих патуљака врло малих маса (~13 {\displaystyle M_{J}} ), и да ли је неопходно да су смеђи патуљци доводили до фузије у неком тренутку у својој историји. У сваком случају, смеђи патуљци тежи од 13 {\displaystyle M_{J}} врше фузију деутеријума, а они изнад ~65 {\displaystyle M_{J}} врше и фузију литијума. Једина планета за коју је познато да кружи око смеђег патуљка је 2M1207b.
Астрономи класирају самосветлеће објекте према спектралној класи. Ове разлике су уско повезане са површинском температуром, а смеђи патуљци заузимају типове M, L, T и Y. Како се смеђи патуљци не подвргавају стабилној фузији водоника, временом се хладе, прогресивно пролазећи кроз касније спектралне типове како старе.
Упркос свом имену, гледано голим оком смеђи патуљци би се појављивали у различитим бојама у зависности од њихове температуре. Најтоплији су вероватно наранџасти или црвени, док би хладнији смеђи патуљци вероватно изгледали магентно за људско око. Смеђи патуљци могу бити потпуно конвективни, без слојева или хемијске диференцијације по дубини.

## Историја

### Рано теоретисање
О објектима који се сада називају „смеђи патуљци“ теоретисао је Шив С. Кумар шездесетих година 20. века и првобитно су се звали црни патуљци, по класификацији за тамне подзвездане објекте који слободно плутају свемиром који нису били довољно масивни да могу одржавати фузију водоника. Међутим: (а) термин црни патуљак већ је био у употреби да се односи на хладног белог патуљка; (б) црвени патуљци врше фузију водоника; и (ц) ови објекти могу бити свети на видљивим таласним дужинама рано у свом животу. Због тога су предложени алтернативни називи за ове објекте, укључујући планетарне и подзвездане. Гоеине 1975, Џил Тартер је предложио термин „смеђи патуљак“, користећи „смеђу“ као приближну боју.
Израз „црни патуљак“ и даље се односи на белог патуљка који се охладио до те мере да више не емитује значајне количине светлости. Међутим, рачуна се да је време потребно чак и да се бели патуљак најниже масе охлади на ову температуру дужe од тренутне старости свемира; стога се очекује да такви објекти још увек не постоје.
Ране теорије које се баве природом звезда са најмањом масом и границом сагоревања водоника сугерисале су да објекат популације  са масом мањом од 0,07 соларне масе (M☉) или објекат популације  са мање од 0,09 0.09 M☉ никада неће проћи кроз нормалу звездану еволуцију и постати потпуно дегенерисана звезда. Први самоконсистентни прорачун минималне масе која сагорева водоник потврдио је вредност између 0,07 и 0,08 Сунчеве масе за објекте популације I.

### Историја
- S. S. Kumar, Low-Luminosity Stars. Gordon and Breach, London, 1969—an early overview paper on brown dwarfs
- The Columbia Encyclopedia

### Детаљи
- A current list of L and T dwarfs
- A geological definition of brown dwarfs, contrasted with stars and planets (via Berkeley)
- Neill Reid's pages at the Space Telescope Science Institute:
  - On spectral analysis of M dwarfs, L dwarfs, and T dwarfs
  - Temperature and mass characteristics of low-temperature dwarfs
- First X-ray from brown dwarf observed Архивирано 2012-12-06 на сајту , Spaceref.com, 2000
- Brown Dwarfs and ultracool dwarfs (late-M, L, T)—D. Montes, UCM
- Wild Weather: Iron Rain on Failed Stars—scientists are investigating astonishing weather patterns on brown dwarfs, Space.com, 2006
- NASA Brown dwarf detectives Архивирано на веб-сајту  (17. октобар 2014)—Detailed information in a simplified sense
- Brown Dwarfs—Website with general information about brown dwarfs (has many detailed and colorful artist's impressions)

### Звезде
- Cha Halpha 1 stats and history
- A census of observed brown dwarfs (not all confirmed), ca 1998
- Luhman et al, Discovery of a Planetary-Mass Brown Dwarf with a Circumstellar Disk
- Discovery Narrows the Gap Between Planets and Brown Dwarfs, 2007